# Fusae Ōta
Fusae Ōta (jap. 太田房江 Ōta Fusae; także w zapisie Fusae Ohta, po mężu Saitō; ur. 2 czerwca 1951 r. w Kure, w prefekturze Hiroshima) – japońska polityk, b. gubernator prefektury Osaka. 
Po ukończeniu w 1976 r. studiów ekonomicznych na Uniwersytecie Tokijskim zaczęła pracę w Ministerstwie Handlu i Przemysłu (MITI). W 1997 r. opuściła ministerstwo, obejmując stanowisko wicegubernatora prefektury Okayama. W 1999 r. powróciła do pracy w MITI w Sekretariacie Ministra. Po roku, po rezygnacji Knocka Yokoyamy (prawdziwe nazwisko: Isamu Yamada), gubernatora prefektury Osaka (skandal na tle seksualnym), została pierwszą w historii kraju kobietą-gubernatorem. W 2004 r. wybrano ją na drugą kadencję. 
Po skandalu finansowym, dotyczącym firmy branży mięsnej Hannan Corp. oraz wystąpieniach wspólnych z politykami opozycji, przed wyborami na mera Osaki, Ōta utraciła poparcie partii politycznych i organizacji gospodarczych i nie zgłosiła już swojej kandydatury w wyborach w 2008 r.